# Novatianus
Novatianus (česky Novacián) byl druhý známý vzdoropapež.
Novacián byl římský presbyter, hlásil se k Hyppolitovu odkazu, a proto patří mezi představitele logos-teologie. Zdá se, že byl už v roce 250 v římské církvi důležitou osobností. Po mučednické smrti papeže Fabiána (roku 250) a patnáct měsíců trvající sedisvakanci byl zvolen papežem Kornélius a Novatián se proti němu postavil. Roku 251 však menšina zvolila Novatiana jako vzdoropapeže. Novatianus byl velmi nadaným spisovatelem, jeho hlavní dílo De trinitate (O Trojici) je prvním teologickým traktátem v latině.

## Novacián rigorista
Jádro jejich sporu byla praxe pokání. Novacián byl rigorista a požadoval trvalou exkomunikaci odpadlíků. Nechal se vysvětit na biskupa a po své vlastní exkomunikaci založil sektu novacianistů. Ve střetu obou papežů hrál také roli novacianismus: Kornelius přijímal ty, kdo odpadli v době pronásledování, zpět do církve, zatímco Novatian zastával přísnou linii. Novatianovi stoupenci založili „církev čistých“ a křtili znovu ty, kteří k nim přestoupili. Biskupové, kteří se sešli v Římě na synodě roku 251, vyloučili Novatiana z církve. O jeho dalším životě je známo málo; snad zemřel roku 258 (?) mučednickou smrtí.

## Novacián – teolog
Byl prvním římským teologem, který svá díla sepisoval v latinském jazyce. Od Tertuliána přebral výraz persona a Syn je tedy druhá osoba, ale není druhým Bohem vedle Otce. Otec je nezplozený a Syn všechno dostává od Otce. Z toho sice vyplývá, že pro Novaciána je Syn v určitém pohledu podřazen Otci, ale zároveň je syn Otci z určitého ohledu roven, neboť Otec, který má Syna věčně v sobě, jej v určitém okamžiku svobodně zplodil. Je-li Syn druhou osobou, pak to rozhodně neruší Boží jednotu, neboť Otec a Syn jsou jedno (Jan 10,30). Zmíněná jednota spočívá na vzájemné lásce, rovnosti, podobnosti, spojení.

## O Duchu Svatém
Novacián Ducha Svatého nikdy výslovně nedefinuje jako osobu a nikdy o něm přímo netvrdí, že je Bůh. Z vlastností a funkcí, které mu tento autor připisuje, ale není obtížné dospět k závěru, že tento Duch Svatý má božský statut.